# فهرست نمایندگان دائم فعلی در سازمان ملل متحد
فهرست نمایندگان دائم فعلی در سازمان ملل متحد (انگلیسی: List of current permanent representatives to the United Nations) شامل هیئت نمایندگان فعلی در مقر سازمان ملل متحد در نیویورک است. این فهرست دربرگیرنده تاریخی است که نمایندگان کشورها اعتبارنامه خود را به نمایندگی از کشورشان به دبیرکل سازمان ملل متحد ارائه می‌کنند. فهرست نمایندگان بر اساس ترتیب رسمی پرچم کشورها تنظیم می‌شود و به همین ترتیب پرچم کشورها مقابل ساختمانسازمان ملل متحد به اهتزاز در می‌آیند. ترتیب کرسی‌هایی که در مجمع عمومی سازمان ملل متحد می‌باشد نیز به همین ترتیب تنظیم شده و شامل دفتر سازمان ملل متحد در ژنو، دفتر سازمان ملل متحد در وین و نایروبی و همچنین نمایندگان دائمی آژانس‌های تخصصی سازمان ملل، مانند مقر فائو در رم، ایتالیا و دفتر مرکزی یونسکو در پاریس، فرانسه است.

## کشورهای عضو سازمان ملل متحد
| #    | کشور                   | نام                                 | تاریخ ارائه اعتبارنامه (از ۱۷ مه ۲۰۲۲) | نمایندگان دائم سابق                                           |
| ---- | ---------------------- | ----------------------------------- | -------------------------------------- | ------------------------------------------------------------- |
| ۱.   | افغانستان              | ناصر احمد فایق                      | کاردار، آگهی موقت                      | نماینده دائمی افغانستان در سازمان ملل متحد                    |
| ۲.   | آلبانی                 | بسیانا کاداره                       | ۳۰ ژوئن ۲۰۱۶                           | نماینده دائمی آلبانی در سازمان ملل متحد                       |
| ۳.   | الجزایر                | محمد اندیر لاربی                    | ۱۳ ژانویه ۲۰۲۲                         | صبری بوقادوم (۱۴ مارس ۲۰۱۴ -)، سفیان میمونی (۱۵ اکتبر ۲۰۱۹ –) |
| ۴.   | آندورا                 | الیسندا بیبس بالمانیا               | ۳ نوامبر ۲۰۱۵                          |                                                               |
| ۵.   | آنگولا                 | ماریا د ژسوس دوس ریس فریرا          | ۲۱ مه ۲۰۱۸                             |                                                               |
| ۶.   | آنتیگوآ و باربودا      | والتون آلفونسو وبسون                | ۱۷ دسامبر ۲۰۱۴                         |                                                               |
| ۷.   | آرژانتین               | ماریا دل کارمن اسکوف                | ۳۱ اوت ۲۰۲۰                            |                                                               |
| ۸.   | ارمنستان               | مر مارگاریان                        | ۳۱ اوت ۲۰۱۸                            |                                                               |
| ۹.   | استرالیا               | میچل پیتر فیفیلد                    | ۲۲ اکتبر ۲۰۱۹                          | نماینده دائمی استرالیا در سازمان ملل                          |
| ۱۰.  | اتریش                  | الکساندر مارکیک                     | ۶ ژوئیه ۲۰۲۰                           |                                                               |
| ۱۱.  | جمهوری آذربایجان       | یاشار علی‌اف                         | ۱۰ ژوئن ۲۰۱۴                           |                                                               |
| ۱۲.  | باهاما                 | استن اودوما اسمیت                   | ۱۰ مارس ۲۰۲۲                           |                                                               |
| ۱۳.  | بحرین                  | جمال فارس الروایی                   | ۱۴ سپتامبر ۲۰۱۱                        |                                                               |
| ۱۴.  | بنگلادش                | رباب فاطمه                          | ۶ دسامبر ۲۰۱۹                          | نماینده دائمی بنگلادش در سازمان ملل                           |
| ۱۵.  | باربادوس               | فرانسوا آیودل جکمن                  | ۲۱ مه ۲۰۲۱                             | نماینده دائمی باربادوس در سازمان ملل                          |
| ۱۶.  | بلاروس                 | والنتین ریباکوف                     | ۱۵ سپتامبر ۲۰۱۷                        | نماینده دائمی بلاروس در سازمان ملل                            |
| ۱۷.  | بلژیک                  | فیلیپ کریدلکا                       | ۱۰ اوت ۲۰۲۰                            | نماینده دائمی بلژیک در سازمان ملل                             |
| ۱۸.  | بلیز                   | کارلوس سیسیل فولر                   | ۳۱ مارس ۲۰۲۱                           |                                                               |
| ۱۹.  | بنین                   | مارک هرمان جی آرابا                 | ۵ ژانویه ۲۰۲۱                          |                                                               |
| ۲۰.  | بوتان (کشور)           | دوما تشرینگ                         | ۱۳ سپتامبر ۲۰۱۷                        |                                                               |
| ۲۱.  | بولیوی                 | دیگو پری رودریگز                    | ۱۱ دسامبر ۲۰۲۰                         |                                                               |
| ۲۲.  | بوسنی و هرزگوین        | سون الکلاج                          | ۵ ژوئیه ۲۰۱۹                           |                                                               |
| ۲۳.  | بوتسوانا               | کلن ویکسن کلاپیله                   | ۲۶ اکتبر ۲۰۱۸                          |                                                               |
| ۲۴.  | برزیل                  | رونالدو کاستا فیلهو                 | ۶ فوریه ۲۰۲۰                           |                                                               |
| ۲۵.  | برونئی                 | نور قمر سلیمان                      | ۱۸ فوریه ۲۰۱۹                          |                                                               |
| ۲۶.  | بلغارستان              | لاچزارا استویا                      | ۱۷ فوریه ۲۰۲۱                          | گئورگی ولیکوف پانایوتوف(۹ سپتامبر ۲۰۱۶ –)                     |
| ۲۷.  | بورکینافاسو            | سیدو سینکا                          | ۱۶ سپتامبر ۲۰۲۱                        |                                                               |
| ۲۸.  | بوروندی                | زفیرین مانیرتانگا                   | ۲۶ آوریل ۲۰۲۱                          |                                                               |
| ۲۹.  | کیپ ورد                | خولیو سزار فریره دی مورایس          | ۱۸ نوامبر ۲۰۲۱                         | خوزه لوئیس فیالهو روشا (۵ دسامبر ۲۰۱۶ –)                      |
| ۳۰.  | کامبوج                 | سووان که                            | ۱۳ اوت ۲۰۱۸                            |                                                               |
| ۳۱.  | کامرون                 | میشل تومو مونته                     | ۸ سپتامبر ۲۰۰۸                         |                                                               |
| ۳۲.  | کانادا                 | باب ری                              | ۳۱ اوت ۲۰۲۰                            | نماینده دائمی کانادا در سازمان ملل                            |
| ۳۳.  | جمهوری آفریقای مرکزی   | مارسین اوبین کپاتامانگو             | کاردار موقت                            |                                                               |
| ۳۴.  | چاد                    | عامو عزیزه بارود                    | ۱۱ دسامبر ۲۰۲۰                         |                                                               |
| ۳۵.  | شیلی                   | میلنکو ای. اسکوکنیک تاپیا           | ۲۱ مه ۲۰۱۸                             | نماینده دائمی شیلی در سازمان ملل                              |
| ۳۶.  | چین                    | ژانگ جون                            | ۳۰ ژوئیه ۲۰۱۹                          | نماینده دائمی چین در سازمان ملل                               |
| ۳۷.  | کلمبیا                 | گیرمو روکه فرناندز د سوتو والدراما  | ۲۶ اکتبر ۲۰۱۸                          | نماینده دائم کلمبیا در سازمان ملل                             |
| ۳۸.  | کومور                  | اسماعیل چنفی                        | ۴ دسامبر ۲۰۲۰                          |                                                               |
| ۳۹.  | جمهوری کنگو            | لازار ماکایات سافوسه                | ۱۷ مارس ۲۰۲۲                           |                                                               |
| ۴۰.  | کاستاریکا              | رودریگو البرتو کارازو زیلیدون       | ۳۱ اوت ۲۰۱۸                            |                                                               |
| ۴۱.  | ساحل عاج               | کاکوهوادیا لئون آدوم                | ۱۲ ژوئیه ۲۰۱۸                          |                                                               |
| ۴۲.  | کرواسی                 | ایوان سیمونوویچ                     | ۱۶ سپتامبر ۲۰۱۹                        | نماینده دائم کرواسی در سازمان ملل متحد                        |
| ۴۳.  | کوبا                   | پدرو لوئیس پدرسو کوئستا             | ۱۶ اکتبر ۲۰۲۰                          |                                                               |
| ۴۴.  | قبرس                   | آندریاس هاجیکریسانتو                | ۱۷ فوریه ۲۰۲۱                          |                                                               |
| ۴۵.  | جمهوری چک              | یاکوب کولهانک                       | ۱۵ فوریه ۲۰۲۲                          | ماری چاتارتوا (۲ اوت ۲۰۱۶ –)                                  |
| ۴۶.  | کره شمالی              | کیم سونگ                            | ۲۰ سپتامبر ۲۰۱۸                        |                                                               |
| ۴۷.  | جمهوری دموکراتیک کنگو  | ژرژ نزونگولا-نتالجا                 | ۱۳ ژانویه ۲۰۲۲                         |                                                               |
| ۴۸.  | دانمارک                | مارتین بیل هرمان                    | ۱۴ ژانویه ۲۰۱۹                         |                                                               |
| ۴۹.  | جیبوتی                 | محمد سیاد دواله                     | ۲۴ نوامبر ۲۰۱۵                         |                                                               |
| ۵۰.  | دومینیکا               | لورین روث بنیس-رابرتس               | ۲۲ اوت ۲۰۱۶                            |                                                               |
| ۵۱.  | جمهوری دومینیکن        | خوزه آلفونسو بلانکو کونده           | ۱۹ اکتبر ۲۰۲۰                          |                                                               |
| ۵۲.  | اکوادور                | کریستین اسپینوزا کانیزارس           | ۲۸ سپتامبر ۲۰۲۰                        |                                                               |
| ۵۳.  | مصر                    | اسامه محمود عبدالخالک محمود         | ۱۶ سپتامبر ۲۰۲۱                        |                                                               |
| ۵۴.  | السالوادور             | اگریزلدا آراسلی گونزالس لوپز        | ۲۱ اوت ۲۰۱۹                            |                                                               |
| ۵۵.  | گینه استوایی           | آناتولیو ندونگ امبا                 | ۷ ژانویه ۲۰۱۰                          |                                                               |
| ۵۶.  | اریتره                 | سوفیا تسفاماریام                    | ۵ سپتامبر ۲۰۱۹                         |                                                               |
| ۵۷.  | استونی                 | اسون یورگنسون                       | ۱۳ اوت ۲۰۱۵                            |                                                               |
| ۵۸.  | اسواتینی               | ملوسی مارتین ماسوکو                 | ۵ ژوئیه ۲۰۱۷                           |                                                               |
| ۵۹.  | اتیوپی                 | تایه آتسکه سلاسیه آمد               | ۱۰ سپتامبر ۲۰۱۸                        |                                                               |
| ۶۰.  | فیجی                   | ساتیندرا پراساد                     | ۲۱ مه ۲۰۱۸                             |                                                               |
| ۶۱.  | فنلاند                 | جوکا سالوواآرا                      | ۴ ژوئن ۲۰۱۹                            | نماینده دائم فنلاند در سازمان ملل متحد                        |
| ۶۲.  | فرانسه                 | جروم بونافونت                       | ۱۴ فوریه ۲۰۲۵                          | نماینده دائم فرانسه در سازمان ملل                             |
| ۶۳.  | گابن                   | میشل خاویر بیانگ                    | ۱۸ اوت ۲۰۱۷                            |                                                               |
| ۶۴.  | گامبیا                 | لانگ یابو                           | ۱۸ اکتبر ۲۰۱۸                          |                                                               |
| ۶۵.  | گرجستان                | کاها ایمنادزه                       | ۲۳ ژوئیه ۲۰۱۳                          |                                                               |
| ۶۶.  | آلمان                  | آنته لندرتسه                        | ۱۶ سپتامبر ۲۰۲۱                        | نماینده دائم آلمان در سازمان ملل                              |
| ۶۷.  | غنا                    | هارولد آدلای آگیمن                  | ۲۱ مه ۲۰۲۱                             |                                                               |
| ۶۸.  | یونان                  | ماریا تئوفیلی                       | ۱۳ سپتامبر ۲۰۱۷                        | نماینده دائم یونان در سازمان ملل                              |
| ۶۹.  | گرنادا                 | کیشا آ. مک گوایر                    | ۱۲ آوریل ۲۰۱۶                          | نماینده دائم گرنادا در سازمان ملل                             |
| ۷۰.  | گواتمالا               | لوئیس آنتونیو لام پادیلا            | ۵ سپتامبر ۲۰۱۹                         |                                                               |
| ۷۱.  | گینه                   | آلی دایان                           | ۲۸ ژانویه ۲۰۲۱                         |                                                               |
| ۷۲.  | گینه بیسائو            | هنریکه آدریانو داسیلوا              | ۱۸ فوریه ۲۰۲۱                          |                                                               |
| ۷۳.  | گویان                  | کارولین رودریگز-بیرکت               | ۲ اکتبر ۲۰۲۰                           | نماینده دائم گویان در سازمان ملل                              |
| ۷۴.  | هائیتی                 | آنتونیو رودریگ                      | ۴ سپتامبر ۲۰۲۰                         |                                                               |
| ۷۵.  | هندوراس                | مری الیزابت فلورس                   | ۲۹ آوریل ۲۰۱۰                          | نماینده دائم هندوراس در سازمان ملل                            |
| ۷۶.  | مجارستان               | زسوزانا هوروات                      | ۱۶ فوریه ۲۰۲۱                          |                                                               |
| ۷۷.  | ایسلند                 | جوروندور والتیسون                   | ۵ سپتامبر ۲۰۱۹                         |                                                               |
| ۷۸.  | هند                    | تی اس تریومتری                      | ۱۹ مه ۲۰۲۰                             | نماینده دائم هند در سازمان ملل                                |
| ۷۹.  | اندونزی                | آرماناتا نصیر                       | ۴ ژانویه ۲۰۲۲                          | نماینده دائم اندونزی در سازمان ملل                            |
| ۸۰.  | ایران                  | مجید تخت‌روانچی                      | ۲۳ آوریل ۲۰۱۹                          | نماینده دائم ایران در سازمان ملل                              |
| ۸۱.  | عراق                   | محمد حسین بحرالعلوم                 | ۱۲ سپتامبر ۲۰۱۷                        | نماینده دائم عراق در سازمان ملل                               |
| ۸۲.  | جمهوری ایرلند          | جرالدین برن ناسون                   | ۱۸ اوت ۲۰۱۷                            |                                                               |
| ۸۴.  | ایتالیا                | مائوریتزیو ماساری                   | ۱۹ ژوئیه ۲۰۲۱                          | نماینده دائم ایتالیا در سازمان ملل                            |
| ۸۵.  | جامائیکا               | برایان کریستوفر مانلی والاس         | ۱۶ سپتامبر ۲۰۲۱                        | نماینده دائم جامائیکا در سازمان ملل                           |
| ۸۶.  | ژاپن                   | ایشیکین کیمیرو                      | ۱۹ نوامبر ۲۰۱۹                         |                                                               |
| ۸۷.  | اردن                   | محمود ضیف الله حمود                 | ۲ سپتامبر ۲۰۲۱                         | نماینده دائم اردن در سازمان ملل                               |
| ۸۸.  | قزاقستان               | ماگژان ایلیاسف                      | ۲۶ اکتبر ۲۰۲۰                          |                                                               |
| ۸۹.  | کنیا                   | مارتین کیمانی                       | ۳ دسامبر ۲۰۲۰                          |                                                               |
| ۹۰.  | کیریباتی               | تبورورو تیتو                        | ۱۳ سپتامبر ۲۰۱۷                        |                                                               |
| ۹۱.  | کویت                   | منصور ایاد ش. الف الطایبی           | ۴ مارس ۲۰۱۰                            |                                                               |
| ۹۲.  | قرقیزستان              | آیدا کاسیمالیوا                     | ۱۵ فوریه ۲۰۲۲                          | میرگول مولدوسایوا (۱۲ آوریل ۲۰۱۶ –)                           |
| ۹۳.  | لائوس                  | انوپارب ونگنورکیو                   | ۲۸ ژانویه ۲۰۲۰                         |                                                               |
| ۹۴.  | لتونی                  | آندریس پیلدگوویچ                    | ۵ سپتامبر ۲۰۱۸                         |                                                               |
| ۹۵.  | لبنان                  | امل مدعلی                           | ۱۵ ژانویه ۲۰۱۸                         |                                                               |
| ۹۶.  | لسوتو                  | راسینگ مونیان                       | ۱۸ فوریه ۲۰۱۹                          |                                                               |
| ۹۷.  | لیبریا                 | دی ماکسول ساح کمایه، سینیور         | ۲۰ سپتامبر ۲۰۱۸                        | نماینده دائم لیبریا در سازمان ملل متحد                        |
| ۹۸.  | لیبی                   | طاهر م. السنی                       | ۶ ژانویه ۲۰۲۰                          |                                                               |
| ۹۹.  | لیختن‌اشتاین            | کریستین ویناوزر                     | ۱ اکتبر ۲۰۰۲                           |                                                               |
| ۱۰۰. | لیتوانی                | رایتیس پائولوسکاس                   | ۲۵ مه ۲۰۲۱                             | نماینده دائم لیتوانی در سازمان ملل                            |
| ۱۰۱. | لوکزامبورگ             | اولیویه ماس                         | ۱۵ ژوئیه ۲۰۲۱                          | نماینده دائم لوکزامبورگ در سازمان ملل متحد                    |
| ۱۰۲. | ماداگاسکار             | ورو هنینتسوآ آندریامیاریسوآ         | کاردار موقت                            |                                                               |
| ۱۰۳. | مالاوی                 | اگنس مری چیمبیری-مولاند             | ۱۳ ژانویه ۲۰۲۲                         |                                                               |
| ۱۰۴. | مالزی                  | سید محمد حسرین ایدید                | ۵ ژوئیه ۲۰۱۹                           |                                                               |
| ۱۰۵. | مالدیو                 | تلمیزه حسین                         | ۲۱ مه ۲۰۱۹                             |                                                               |
| ۱۰۶. | مالی                   | عیسی کنفورو                         | ۹ سپتامبر ۲۰۱۶                         |                                                               |
| ۱۰۷. | مالت                   | ونسا فریزر                          | ۶ ژانویه ۲۰۲۰                          |                                                               |
| ۱۰۸. | جزایر مارشال           | آماتلین الیزابت کابوآ               | ۵ ژوئیه ۲۰۱۶                           |                                                               |
| ۱۰۹. | موریتانی               | سیدی محمد لغدف                      | ۲۰ اوت ۲۰۲۰                            |                                                               |
| ۱۱۰. | موریس                  | جگدیش دارمچند کونجول                | ۲۴ نوامبر ۲۰۱۵                         |                                                               |
| ۱۱۱. | مکزیک                  | خوان رامون د لا فوئنته رامیرز       | ۱۸ فوریه ۲۰۱۹                          | نمایندگی دائم مکزیک در سازمان ملل متحد                        |
| ۱۱۲. | ایالات فدرال میکرونزی  | جین جی چیگیال                       | ۲ دسامبر ۲۰۱۱                          |                                                               |
| ۱۱۳. | موناکو                 | ایزابل اف پیکو                      | ۱۱ سپتامبر ۲۰۰۹                        |                                                               |
| ۱۱۴. | مغولستان               | ورشیلف انخبولد                      | ۲۰ فوریه ۲۰۲۰                          |                                                               |
| ۱۱۵. | مونته‌نگرو              | میلیکا پیانوویچ جوریشیچ             | ۲۱ مه ۲۰۱۸                             |                                                               |
| ۱۱۶. | مراکش                  | عمر هلاله                           | ۲۳ آوریل ۲۰۱۴                          | نماینده دائم مراکش در سازمان ملل                              |
| ۱۱۷. | موزامبیک               | پدرو کومیساریو آفونسو               | ۸ دسامبر ۲۰۲۰                          |                                                               |
| ۱۱۸. | میانمار                | کیاو مو تون                         | ۲۰ اکتبر ۲۰۲۰                          |                                                               |
| ۱۱۹. | نامیبیا                | نویل ملوین گرتزه                    | ۹ ژانویه ۲۰۱۷                          |                                                               |
| ۱۲۰. | نائورو                 | مرگو رمینیسه دیه                    | ۲۷ نوامبر ۲۰۲۰                         |                                                               |
| ۱۲۱. | نپال                   | امریت بهادر رای                     | ۸ مارس ۲۰۱۹                            |                                                               |
| ۱۲۲. | هلند                   | یوکا برانت                          | ۲ سپتامبر ۲۰۲۰                         |                                                               |
| ۱۲۳. | نیوزیلند               | کارولین شوالگر                      | ۴ ژانویه ۲۰۲۲                          | فهرست نمایندگان دائم نیوزلند در سازمان ملل متحد               |
| ۱۲۴. | نیکاراگوئه             | جیمی هرمیدا کاستیو                  | ۱۸ اکتبر ۲۰۱۸                          |                                                               |
| ۱۲۵. | نیجر                   | عبده ابری                           | ۴ ژوئن ۲۰۱۹                            |                                                               |
| ۱۲۶. | نیجریه                 | تیجانی محمد بانده                   | ۳ مه ۲۰۱۷                              |                                                               |
| ۱۲۷. | مقدونیه شمالی          | لیوبومیر فرچکوسکی                   | ۱۷ مه ۲۰۲۲                             |                                                               |
| ۱۲۸. | نروژ                   | مونا یول                            | ۱۴ ژانویه ۲۰۱۹                         |                                                               |
| ۱۲۹. | عمان                   | محمد الحسن                          | ۲۱ اوت ۲۰۱۹                            |                                                               |
| ۱۳۰. | پاکستان                | منیر اکرم                           | ۵ نوامبر ۲۰۱۹                          | نماینده دائم پاکستان در سازمان ملل                            |
| ۱۳۱. | پالائو                 | ایلانا ویکتوریا سید                 | ۱۶ سپتامبر ۲۰۲۱                        |                                                               |
| ۱۳۲. | پاناما                 | مارکوا کانسپسیون جارامیلو           | ۱۶ نوامبر ۲۰۲۰                         | نماینده دائم پاناما در سازمان ملل                             |
| ۱۳۳. | پاپوآ گینه نو          | ماکس هوفان رای                      | ۹ ژوئن ۲۰۱۶                            |                                                               |
| ۱۳۴. | پاراگوئه               | خولیو سزار آریولا رامیرز            | ۲۱ مارس ۲۰۱۷                           |                                                               |
| ۱۳۵. | پرو                    | مانوئل رودریگز کوادروس              | ۱۴ اکتبر ۲۰۲۱                          |                                                               |
| ۱۳۶. | فیلیپین                | انریکه اتریش مانالو                 | ۲۷ ژوئیه ۲۰۲۰                          | نماینده دائم فیلیپین در سازمان ملل                            |
| ۱۳۷. | لهستان                 | کریستوف شزرسکی                      | ۲ سپتامبر ۲۰۲۱                         | جوانا ورونیکا (۱۹ دسامبر ۲۰۱۷ –)                              |
| ۱۳۸. | پرتغال                 | انا پولا باپتیستا گرده زاکاریاس     | ۱۷ مه ۲۰۲۲                             |                                                               |
| ۱۳۹. | قطر                    | شیخ علی احمد سیف آل ثانی            | ۲۴ اکتبر ۲۰۱۳                          |                                                               |
| ۱۴۰. | کره جنوبی              | هوانگ جون کوک [کره]                 | ۷ ژوئن ۲۰۲۲                            |                                                               |
| ۱۴۱. | مولدووا                | گئورگ لکا                           | ۱۸ نوامبر ۲۰۲۱                         | نماینده دائم مولداوی در سازمان ملل متحد                       |
| ۱۴۲. | رومانی                 | یون جینگا                           | ۱۳ اوت ۲۰۱۵                            | نماینده دائم رومانی در سازمان ملل                             |
| ۱۴۳. | روسیه                  | واسیلی نبنزیا                       | ۲۸ ژوئیه ۲۰۱۷                          | نماینده دائم روسیه در سازمان ملل                              |
| ۱۴۴. | رواندا                 | کلاور گیتت                          | ۲۸ مارس ۲۰۲۲                           |                                                               |
| ۱۴۵. | سنت کیتس و نویس        | ایان مک دونالد لیبورد               | ۱۸ ژانویه ۲۰۲۱                         |                                                               |
| ۱۴۶. | سنت لوسیا              | منیسا رامبالی                       | ۱۰ مارس ۲۰۲۲                           |                                                               |
| ۱۴۷. | سنت وینسنت و گرنادین‌ها | کینگ اینگا روندا                    | ۱۳ سپتامبر ۲۰۱۳                        |                                                               |
| ۱۴۸. | ساموآ                  | فاتوماناوا-اوپولو سوم پائولئی لوترو | ۲ ژوئن ۲۰۲۱                            |                                                               |
| ۱۴۹. | سان مارینو             | دامیانو بلفی                        | ۲۲ اوت ۲۰۱۶                            |                                                               |
| ۱۵۰. | سائوتومه و پرنسیپ      | آلسینیو کراوید و سیلوا              | کاردار موقت                            |                                                               |
| ۱۵۱. | عربستان سعودی          | عبداللهٔ المعلمی                     | ۲۳ ژوئن ۲۰۱۱                           |                                                               |
| ۱۵۲. | سنگال                  | شیخ نیانگ                           | ۱۲ ژوئیه ۲۰۱۸                          |                                                               |
| ۱۵۳. | صربستان                | نمانیا استوانوویچ                   | ۱۲ مارس ۲۰۲۱                           |                                                               |
| ۱۵۴. | سیشل                   | ایان درک جوزف مادلین                | ۱۶ سپتامبر ۲۰۲۱                        |                                                               |
| ۱۵۵. | سیرالئون               | الحاجی فندای تورای                  | ۲ سپتامبر ۲۰۲۱                         |                                                               |
| ۱۵۶. | سنگاپور                | برهان غفور                          | ۲۲ اوت ۲۰۱۶                            |                                                               |
| ۱۵۷. | اسلواکی                | مایکل ملینار                        | ۱۸ اوت ۲۰۱۷                            |                                                               |
| ۱۵۸. | اسلوونی                | بوشتجان مالووره                     | ۲۲ ژوئن ۲۰۲۱                           |                                                               |
| ۱۵۹. | جزایر سلیمان           | رابرت سیسیلو                        | ۲۳ ژانویه ۲۰۱۷                         |                                                               |
| ۱۶۰. | سومالی                 | ابوکر دهیر عثمان                    | ۲۶ ژوئیه ۲۰۱۷                          |                                                               |
| ۱۶۱. | آفریقای جنوبی          | ماتو تدا جوینی                      | ۲۲ ژانویه ۲۰۲۱                         | نماینده دائم آفریقای جنوبی در سازمان ملل                      |
| ۱۶۲. | سودان جنوبی            | آکوئی بونا ملوال                    | ۵ ژوئیه ۲۰۱۶                           |                                                               |
| ۱۶۳. | اسپانیا                | آگوستین سانتوس ماراور               | ۵ سپتامبر ۲۰۱۸                         | نماینده دائم اسپانیا در سازمان ملل                            |
| ۱۶۴. | سری‌لانکا               | پیتر موهان مایتری پیریس             | ۱۳ ژانویه ۲۰۲۱                         | نماینده دائم سریلانکا در سازمان ملل                           |
| ۱۶۵. | سودان                  | عمار محمد محمود محمد                | کاردار موقت                            | محمد ابراهیم محمد البهی (کاردار)                              |
| ۱۶۶. | سورینام                | سونیل الگرام سیتالدین               | ۴ ژانویه ۲۰۲۲                          |                                                               |
| ۱۶۷. | سوئد                   | آنا کارین انستروم                   | ۶ ژانویه ۲۰۲۰                          | نمایندگان دائم سوئد در سازمان ملل متحد                        |
| ۱۶۸. | سوئیس                  | پاسکال بائیریسویل                   | ۲۶ ژوئن ۲۰۲۰                           |                                                               |
| ۱۶۹. | سوریه                  | قصی الضحاک                          | ۲۳ دسامبر ۲۰۲۳                         | نماینده دائم سوریه در سازمان ملل                              |
| ۱۷۰. | تاجیکستان              | جونیبک اسماعیل حکمت                 | ۴ ژوئن ۲۰۲۱                            |                                                               |
| ۱۷۱. | تایلند                 | سوریا چینداونگسه                    | ۶ دسامبر ۲۰۲۱                          |                                                               |
| ۱۷۲. | تیمور شرقی             | کارلیتو نونس                        | ۱۲ اوت ۲۰۲۱                            |                                                               |
| ۱۷۳. | توگو                   | کوفی آکاکپو                         | کاردار                                 | کوکو کپایدو (۳۰ ژوئن ۲۰۱۶ -)                                  |
| ۱۷۴. | تونگا                  | ویلیامی واینگا تونه                 | ۵ ژوئیه ۲۰۱۸                           |                                                               |
| ۱۷۵. | ترینیداد و توباگو      | دنیس فرانسیس                        | ۲ سپتامبر ۲۰۲۱                         |                                                               |
| ۱۷۶. | تونس                   | نبیل عمار                           | ۲۵ مارس ۲۰۲۵                           |                                                               |
| ۱۷۷. | ترکیه                  | فریدون سینیرلی‌اوغلو                 | ۲۱ اکتبر ۲۰۱۶                          | نماینده دائم ترکیه در سازمان ملل                              |
| ۱۷۸. | ترکمنستان              | آق‌سلطان عطایوا                      | ۲۳ فوریه ۱۹۹۵                          |                                                               |
| ۱۷۹. | تووالو                 | ساموئلو لالونیو                     | ۲۶ ژوئیه ۲۰۱۷                          | نماینده دائم تووالو در سازمان ملل متحد                        |
| ۱۸۰. | اوگاندا                | ازمرا ای باره                       | ۳ مه ۲۰۱۷                              |                                                               |
| ۱۸۱. | اوکراین                | سرگی کیسلیتسیا                      | ۲۰ فوریه ۲۰۲۰                          | نماینده دائم اوکراین در سازمان ملل                            |
| ۱۸۲. | امارات متحده عربی      | لانا ذکی نصیبه                      | ۱۸ سپتامبر ۲۰۱۳                        |                                                               |
| ۱۸۳. | بریتانیا               | باربارا وودوارد                     | ۲ دسامبر ۲۰۲۰                          | نماینده دائم بریتانیا در سازمان ملل متحد                      |
| ۱۸۴. | تانزانیا               | کندی گادفری گاستورن                 | ۱۳ مارس ۲۰۲۰                           | نماینده دائم تانزانیا در سازمان ملل                           |
| ۱۸۵. | ایالات متحده آمریکا    | لیندا توماس گرینفیلد                | ۲۵ فوریه ۲۰۲۱                          | سفیر ایالات متحده آمریکا در سازمان ملل متحد                   |
| ۱۸۶. | اروگوئه                | کارلوس دانیل آمورین تنکونی          | ۱۵ اکتبر ۲۰۱۹                          | نماینده دائم اروگوئه در سازمان ملل متحد                       |
| ۱۸۷. | ازبکستان               | بختیار ابراهیم اف                   | ۲۳ مه ۲۰۱۷                             |                                                               |
| ۱۸۸. | وانواتو                | Odo Tevi                            | ۱۳ اوت ۲۰۱۴                            |                                                               |
| ۱۸۹. | ونزوئلا                | ساموئل آر. مونکادا آکوستا           | ۱۹ دسامبر ۲۰۱۷                         |                                                               |
| ۱۹۰. | ویتنام                 | دانگ هوانگ گیانگ                    | ۲۵ فوریه ۲۰۲۲                          | (۱۲ ژوئیه ۲۰۱۸ –)                                             |
| ۱۹۱. | یمن                    | عبدالله علی فاضل السعدی             | ۲۰ دسامبر ۲۰۱۸                         |                                                               |
| ۱۹۲. | زامبیا                 | چولا میلامبو                        | ۱۷ مه ۲۰۲۲                             | نماینده دائم زامبیا در سازمان ملل                             |
| ۱۹۳. | زیمبابوه               | آلبرت رانگانای چیمبیندی             | ۲۶ ژوئیه ۲۰۲۱                          |                                                               |

## ناظران مجمع عمومی سازمان ملل متحد

### کشورهای ناظر غیرعضو
(از ۳ سپتامبر ۲۰۲۰)
| کشور        | نام                   | تاریخ ارائه اعتبارنامه‌ها | ناظران دائمی سابق                    |
| ----------- | --------------------- | ------------------------ | ------------------------------------ |
| سریر مقدس   | گابریل جوردانو کاچ یا | ۲۸ ژانویه ۲۰۲۰           | ناظر دائمی سریر مقدس در ایالات متحده |
| دولت فلسطین | ریاض ح. منصور         | ۱۲ سپتامبر ۲۰۰۵          | سفیر فلسطین در سازمان ملل            |